# Tukkurtský sultanát
Tukkurtský sultanát (arabsky سلطنة تقرت, berbersky ⵜⴰⴳⵍⴷⴰ ⵏ ⵜⵓⴳⵓⵔⵜ) byl severoafrický stát v letech 1414–1871, bylo to berberské muslimské království s hlavním městem Tukkurt. Nacházelo se v pouštní oblasti současného Alžírska. Vzniklo v dobách upadajícího vlivu dynastie Hafsidů v Tunisu, kdy se moci chopila místní dynastie. Tuniští Hafsidé se pokusili si Tukkurt podmanit celkem dvakrát (1449 a 1465), avšak neúspěšně. Podařilo se to až v 16. století Alžíru, který na Tukkurt vyslal expediční výpravu vybavenou dělostřelectvem. Tváří tvář této síle se Tukkurt útočníkům vzdal a stal se vazalem Alžírska s povinností vyplácení tributu. V 19. století si alžírské regentství podmanili Francouzi a území přeměnili v kolonii Francouzské Alžírsko. Existence sultanátu byla zpečetěna po nezdařeném místním povstání proti koloniální nadvládě roku 1871, oblast tak zůstala součástí Francouzského Alžírska.

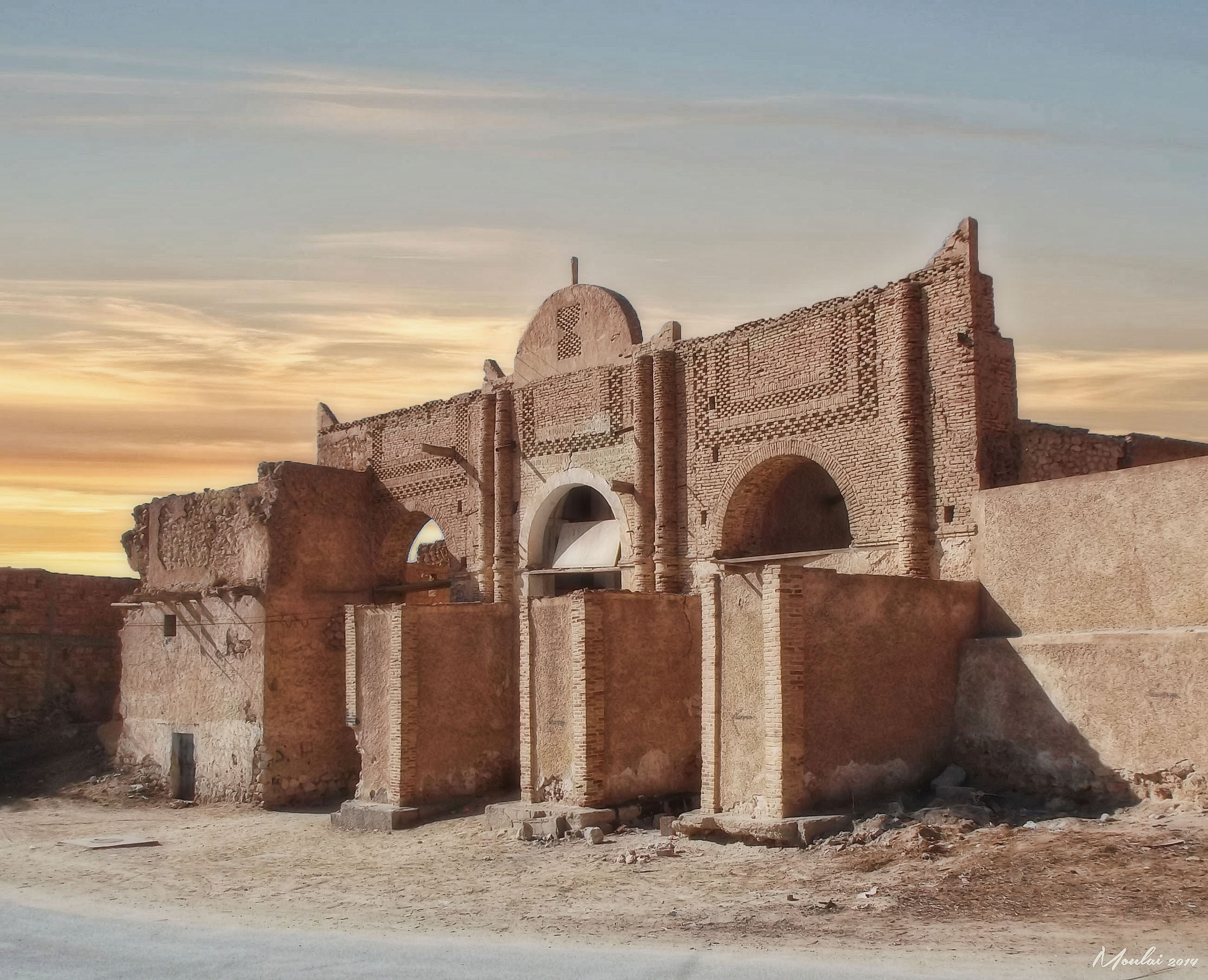
Ruiny paláce